# 國機汽車股份
國機汽車股份有限公司，簡稱國機汽車股份，以及國機汽車（英語：Sinomach Automobile Company Limited，上交所：600335），在2011年11月18日，由鼎盛天工工程機械股份有限公司更名而來，大股東國機集團持有55.478%
現時主要旗下為中国进口汽车贸易有限公司。業務為汽车租赁、二手车、汽车改装、汽车电子商务、汽车信息服务和汽车国际化服务业务，而總部位於北京市海淀区西三环北路72号世纪经贸大厦A座。現時董事長為丁宏祥。
2015年在中國出售222908輛汽車，收入641.893億人民幣，按年下降29%，盈利4.81億人民幣，跌44%。，在2015年度汽車經銷商集團百強排行榜排名第2位

## 連結
- Sinomach-Auto.com（页面存档备份，存于）